# 阿蒙 (愛達荷州)
阿蒙（英語：Ammon）是一個位於美國愛達荷州邦納維爾縣的城市。

## 地理
阿蒙的座標為43°28′35″N 111°58′05″W / 43.47639°N 111.96806°W，而該地的平均海拔高度為1437米（即4715英尺）。

## 人口
根據2010年美國人口普查的數據，阿蒙的面積為19.33平方千米，當中陸地面積為19.30平方千米，而水域面積為0.03平方千米。當地共有人口13816人，而人口密度為每平方千米714.74人。